# Milan Čepek
Milan Čepek (13. srpna 1949 Vrchlabí – 18. listopadu 1968) byl český student který byl v roce 1968 zastřelen československými příslušníky Pohraniční stráže při pokusu překročit státní hranici do Západního Německa při útěku z Československa.

## Život
Narodil se v roce 1949 ve Vrchlabí. Později se přestěhoval do Nymburku. V mládí studoval na potravinářské průmyslové škole, její studium ovšem nedokončil. V červenci 1968 nastoupil základní vojenskou službu, přičemž se stal členem oddílu Pohraniční stráže. Nejprve v rámci své činnosti pomáhal v kuchyni, když v Železné Rudě podstoupil kurz na kuchaře. Později byl přemístěn do Sušice, kde po srpnu 1968 odmítl podepsat vojenskou přísahu a v září 1968 bez povolení odcestoval do Prahy a později Nymburku za svou rodinou. Byl potrestán pěti dny odnětí svobody a přísahu byl nakonec donucen podepsat i pod nátlakem svého otce, jenž byl příslušníkem Státní bezpečnosti. V listopadu 1968 nastoupil u jiného útvaru, přičemž se opět stal pomocnou silou v kuchyni. Na svou žádost ale začal 16. listopadu 1968 působit i při ostraze státní hranice na Železné oponě.

## Pokus o překročení hranice a smrt
V ranních hodinách 18. srpna 1968 se rozhodl v nestřežený okamžik hranici sám překročit. Učinil tak, když jeho kolega Smejkal zrovna telefonoval a k Čepkovi byl otočen zády. Po konci telefonátu na něj Čepek namířil samopal a donutil jej s ním jít k potoku nedaleko státní hranice. Smejkalovi se však Čepka podařilo přesvědčit, aby mu samopal vrátil s tím, že v opačném případě bude mít problém s nadřízenými. Smejkal následně po Čepkovi začal střílet, přičemž Čepek palbu opětoval. Čepkovi se mezitím sice podařilo přejít na západoněmeckou stranu hranice, podle pozdějších vyšetřování ji ovšem překročil i Smejkal, který na německé straně zraněného Čepka zastřelil. Smejkal posléze o průběhu události zřejmě lhal a byl nadřízenými za své počínání odměněn a povýšen.
Čepek byl poté pohřben v Nymburku. Po sametové revoluci byl Smejkal v roce 1998 odsouzen k trestu odnětí svobody v délce 18 měsíců a k odebrání vojenské hodnosti.